# اصلاحات شورای امنیت سازمان ملل متحد

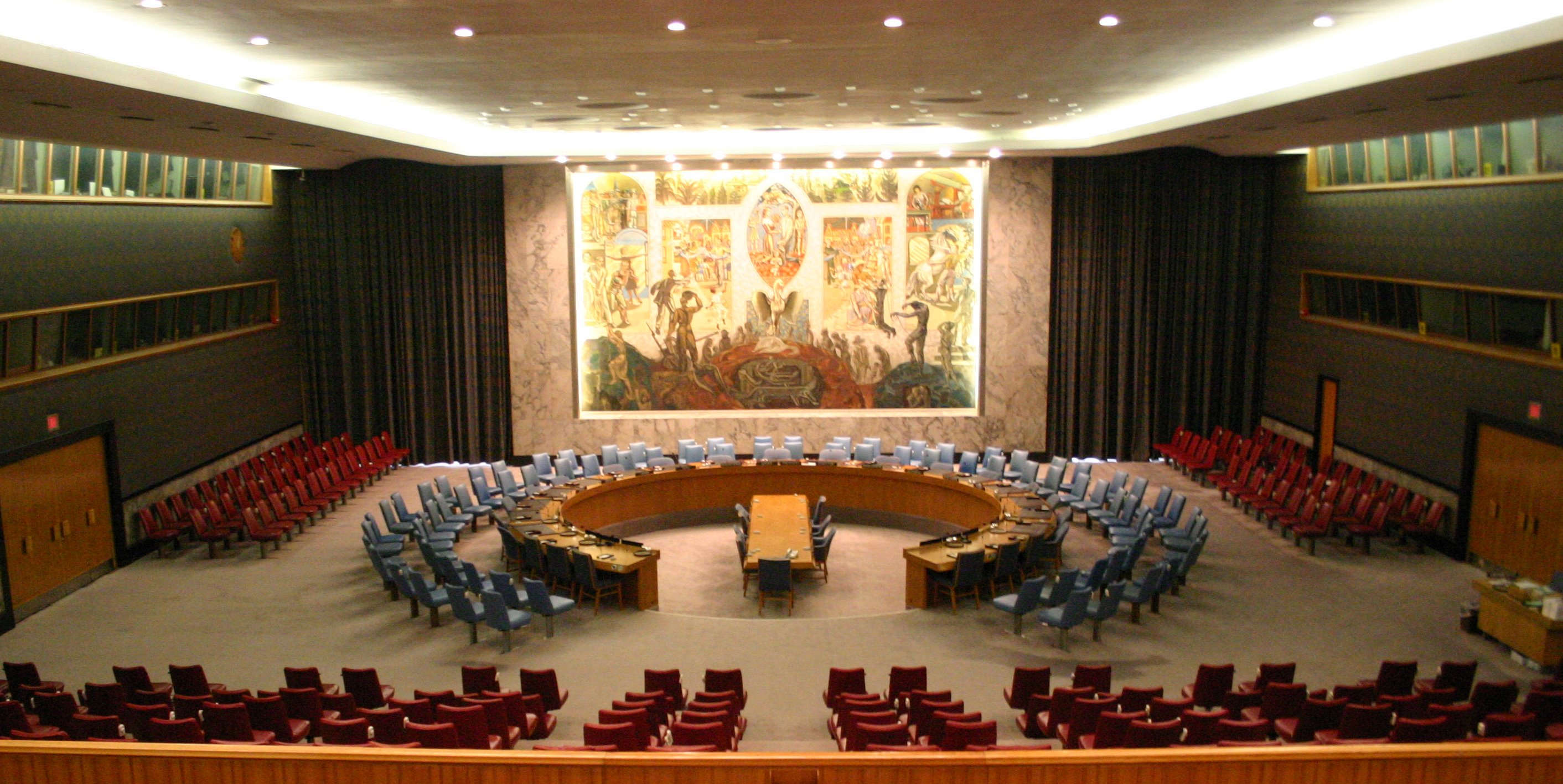
شورای امنیت سازمان ملل متحد مقر در نیویورک، همچنین به عنوان «مقر نروژ» شناخته می‌شود

اصلاحات شورای امنیت سازمان ملل متحد (انگلیسی: Reform of the United Nations Security Council) پنج موضوع کلیدی را در برمی‌گیرد: موضوع دسته‌بندی عضویت و حق وتو در شورای امنیت سازمان ملل متحد می‌باشد که در آن عضویت پنج عضو دائمی یک موضوع کلیدی است، سپس نمایندگان منطقه‌ای، اندازه شورای گسترش یافته و روش‌های کاری آن، و رابطه شورای امنیت و مجمع عمومی را نیز شامل می‌شود. کشورهای عضو، گروه‌های منطقه‌ای و دیگر گروه‌های ذینفع کشورهای عضو، مواضع و پیشنهادهای مختلفی را در مورد چگونگی پیشبرد این موضوع مورد مناقشه مطرح کردند.
هرگونه اصلاح در شورای امنیت مستلزم کسب موافقت حداقل دو سوم کشورهای عضو سازمان ملل متحد در رای‌گیری در مجمع عمومی است و تصویب هر اصلاحیه‌ای باید به دو سوم آرای کشورهای عضو برسد. در این فرایند تمامی اعضای دائم شورای امنیت سازمان ملل (که دارای حق وتو هستند) نیز باید موافقت کنند.

## تاریخچه
ترکیب شورای امنیت سازمان ملل متحد در سال ۱۹۴۵ تأسیس شد. از آن زمان واقعیت‌های ژئوپلیتیکی به شدت تغییر کرده است، اما ترکیب شورای امنیت تغییر بسیار کمی داشته است. در واقع فاتحان جنگ جهانی دوم منشور ملل متحد را در راستای منافع ملی خود شکل دادند و کرسی‌های دائمی و حق وتوی آن را به خود اختصاص دادند. بنابراین هرگونه اصلاح در شورای امنیت مستلزم اصلاح منشور است.
با گسترش اعضای سازمان ملل متحد و افزایش اعتماد به نفس در میان اعضای جدید، همراه با روند استعمارزدایی، ساختارها و رویه‌های قدیمی به‌طور فزاینده‌ای به چالش کشیده شد. به مرور عدم تعادل بین تعداد کرسی‌های شورای امنیت و تعداد کل کشورهای عضو آشکار گردید و تنها اصلاح مهم شورای امنیت در سال ۱۹۶۵ رخ داد: این اصلاح شامل افزایش اعضای غیردائم از ۶ به ۱۰ عضو بود. با انتخاب پطرس غالی به عنوان دبیرکل سازمان ملل متحد در سال ۱۹۹۲، بحث اصلاحات در شورای امنیت سازمان ملل متحد دوباره آغاز شد زیرا او دوره جدید خود را با اولین اجلاس سران شورای امنیت آغاز نمود و سپس «دستور کار صلح» را منتشر کرد. انگیزه پتروس غالی بازسازی ساختار و احتمالاً رویه‌های نابهنگام ارگان سازمان ملل برای شناخت جهان تغییر یافته بود. در قرن بیست و یکم، عدم تطابق بین ساختار شورای امنیت سازمان ملل و واقعیت بین‌المللی ساختار آن روز به روز آشکارتر شد. به گونه ای که بسیاری از سیاستمداران، دیپلمات‌ها و متخصصین امر مطالبات خود را برای اصلاح هر چه سریعتر شورا مطرح کردند تا منعکس کننده واقعیت زمان حال باشد و نه زمان تأسیس آن. به عنوان مثال، رجال کریم لاسکار، محقق هندی دیپلماسی، استدلال می‌کند، «برای ادامه وجود و ارتباط سازمان ملل متحد، لازم است تا آنجا که امکان دارد از واقعیت معادله قدرت در جهان قرن بیست و یکم اطمینان حاصل شود.»
تا سال ۱۹۹۲، ژاپن و آلمان به دومین و سومین کمک کننده بزرگ مالی سازمان ملل تبدیل شدند و شروع به درخواست کرسی دائمی کردند. همچنین برزیل (پنجمین کشور بزرگ از نظر قلمرو) و هند (دومین کشور بزرگ از نظر جمعیت) به عنوان قدرتمندترین کشورها در گروه‌های منطقه‌ای خود، خود را بازیگران کلیدی در منطقه خود و کسب یک کرسی دائمی می‌دیدند. این گروه که متشکل از چهار کشور بودند یک گروه ذینفع را تشکیل دادند که بعدها به نام G4 شناخته شد.
از سوی دیگر، رقبای منطقه‌ای آنها با عضویت دائمی G4 و حق وتو ایشان مخالف بودند. آنها از گسترش رده غیردائم کرسی‌ها با انتخاب اعضا بر اساس منطقه‌ای حمایت کردند. ایتالیا، پاکستان، مکزیک و مصر شروع به تشکیل گروهی به نام «باشگاه قهوه» و بعداً «اتحاد برای اجماع» کردند.
به‌طور همزمان، گروه آفریقایی بر اساس بی عدالتی‌های تاریخی و به دلیل اینکه بیشتر دستور کار شورا در آن قاره متمرکز است، شروع به درخواست دو کرسی دائمی برای خود کردند. این دو کرسی، کرسی‌های دائمی آفریقایی خواهند بود که بین کشورهای آفریقایی انتخاب شده توسط گروه آفریقایی می‌چرخند.
اعضای دائم فعلی که هر کدام از حق وتو در اصلاحات شورای امنیت برخوردار بودند، با اکراه مواضع خود را در خصوص اصلاحات اعلام کردند. ایالات متحده از عضویت دائم ژاپن و هند و تعداد کمی از اعضای غیردائم دیگر حمایت کرد. بریتانیا و فرانسه اساساً با گسترش اعضای دائم و غیردائم و الحاق آلمان، برزیل، هند و ژاپن به عضویت دائمی و همچنین بیشتر کشورهای آفریقایی در شورا، از موضع G4 حمایت کردند. چین از نمایندگی قوی‌تر کشورهای در حال توسعه حمایت کرد و از هند حمایت نمود. روسیه همچنین از نامزدی هند برای کرسی دائمی شورای امنیت حمایت کرد.

## کارگروه مجمع عمومی
گروه ویژه مجمع عمومی برای اصلاحات در شورای امنیت گزارشی (دربارهٔ مسئله نمایندگی عادلانه در شورای امنیت و افزایش اعضای شورای امنیت) ارائه کرده است که در آن راه حل مصالحه‌ای برای ورود به مذاکرات بین دولتی در مورد اصلاحات توصیه می‌شود.
این گزارش مبتنی بر رویکردهای انتقالی/میانجی موجود است تا «چشم‌انداز جدول زمانی» را پیشنهاد کند. «چشم‌انداز جدول زمانی» نشان می‌دهد که کشورهای عضو با شناسایی موارد قابل مذاکره برای گنجاندن در مذاکرات کوتاه مدت بین دولتی شروع کنند. برای «چشم‌انداز جدول زمانی»، برنامه‌ریزی یک کنفرانس بازنگری اجباری بسیار مهم است - انجمنی برای بحث در مورد تغییرات هر اصلاحاتی که در کوتاه مدت به دست آید برای بازنگری مذاکراتی که اکنون نمی‌توان روی آنها توافق کرد شکل گرفت.

## افزایش عضویت
جفری ساکس از دانشگاه کلمبیا می‌نویسد:
نمایندگی ناکافی آسیا تهدیدی جدی برای مشروعیت سازمان ملل است، که تنها زمانی افزایش خواهد یافت که پویاترین و پرجمعیت‌ترین منطقه جهان نقش جهانی مهمی را به خود اختصاص دهد. یکی از راه‌های ممکن برای حل این مشکل اضافه کردن حداقل چهار کرسی آسیایی است: یک کرسی دائمی برای هند، یک کرسی مشترک بین ژاپن و کره جنوبی (شاید در یک چرخش دو ساله و یک ساله)، یکی برای کشورهای اتحادیه کشورهای جنوب شرق آسیا (آسه‌آن). به نمایندگی از این گروه به عنوان یک حوزه انتخابیه، و چهارمین دوره در میان سایر کشورهای آسیایی.

## پیشنهادها، اعضای دائمی
-بان کی‌مون تصریح کرد:

کشورهای G4: برزیل، آلمان، هند و ژاپن.

در اصلاحات سازمان ملل اعضای G4 و P5 جزو اعضای شورای امنیت آینده خواهند بود.

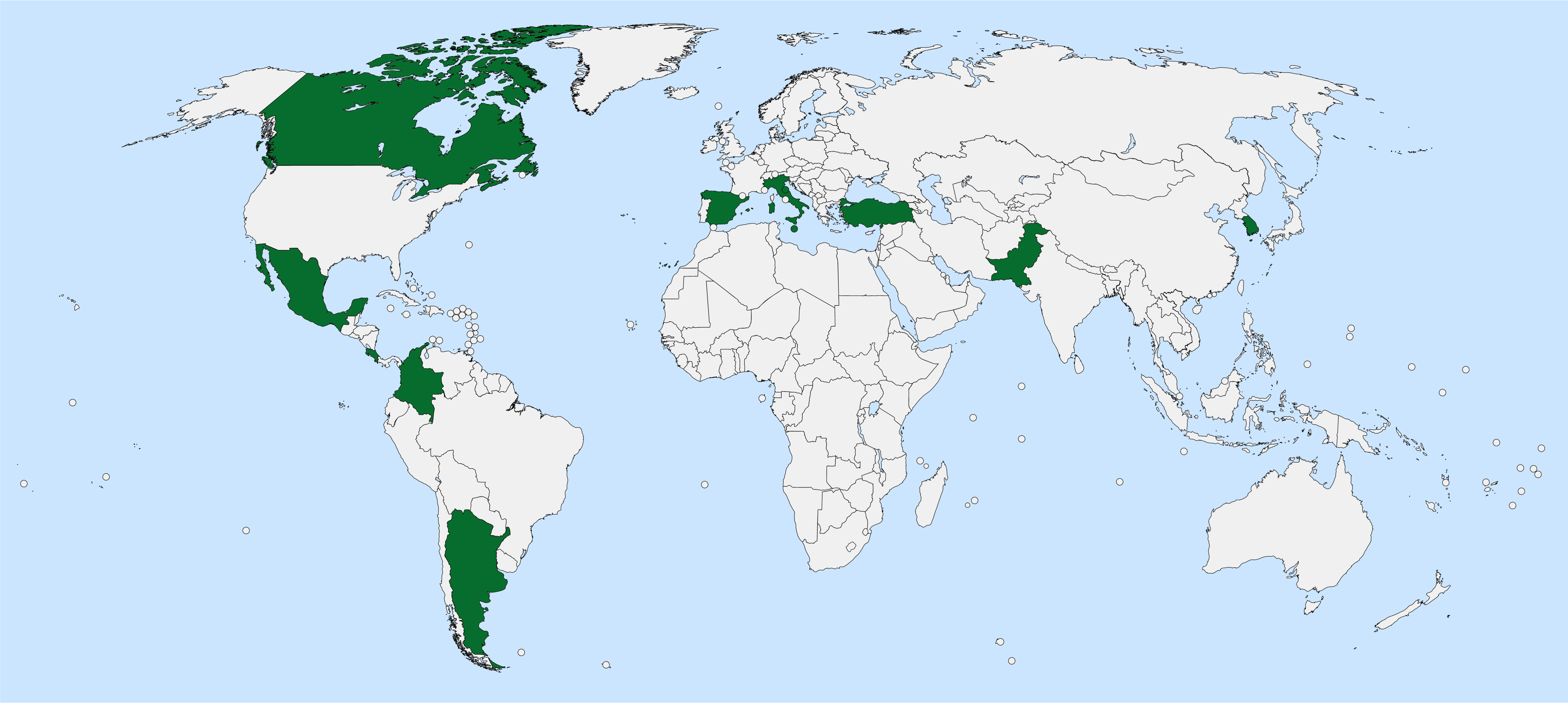
اتحاد برای اجماع: ایتالیا، پاکستان، اسپانیا، کانادا، مکزیک، آرژانتین، ترکیه، کره جنوبی و مالت.

اصلاحات شورای امنیت سازمان ملل که از دو دهه پیش مورد بحث قرار گرفته است، بسیار دیر شده است و باید با توجه به اینکه جهان چقدر تغییر کرده است، گسترش لازم را انجام داد.
یکی از تغییرات پیشنهادی، پذیرش اعضای دائمی بیشتری است. نامزدهایی که معمولاً ذکر می‌شود برزیل، آلمان، هند و ژاپن هستند. آنها گروهی از کشورهای G4 را تشکیل می‌دهند که متقابلاً از پیشنهادهای یکدیگر برای کرسی‌های دائمی حمایت می‌کنند. بریتانیا، فرانسه، روسیه و ایالات متحده از عضویت G4 در شورای امنیت سازمان ملل حمایت می‌کنند. این نوع اصلاحات به‌طور سنتی توسط گروه اتحاد برای اجماع، که عمدتاً از کشورهایی تشکیل شده است که رقبای منطقه ای و رقبای اقتصادی G4 هستند، با مخالفت روبرو شده است. این گروه علاوه بر ترکیه، اندونزی و دیگران توسط پاکستان (مخالف هند)، ایتالیا و اسپانیا (مخالف آلمان)، مکزیک، کلمبیا و آرژانتین (مخالف برزیل) و کره جنوبی (مخالف ژاپن) رهبری می‌شود. از سال ۱۹۹۲، ایتالیا و سایر اعضای گروه به جای آن، کرسی‌های نیمه دائمی یا افزایش تعداد کرسی‌های موقت را پیشنهاد کردند.
اکثر نامزدهای پیشرو برای عضویت دائم به‌طور منظم توسط گروه‌های قاره‌ای مربوط خود به عضویت شورای امنیت انتخاب می‌شوند: برزیل و ژاپن برای یازده دوره دو ساله، هند برای هشت دوره، و آلمان برای چهار دوره (و همچنین آلمان غربی دو دوره) انتخاب شدند و آلمان شرقی یک بار. برزیل پس از یازده سال وقفه، جدیدترین پیشنهاد موفق را دارد که برای دوره ۲۰۲۲–۲۳ انتخاب شود.
در سال ۲۰۱۷، اعلام شد کشورهای G4 در صورت اعطای یک کرسی دائمی در شورای امنیت سازمان ملل متحد، به‌طور موقت از داشتن حق وتو محروم می‌شوند. بودجه دفاعی آنها بر اساس برآورد انستیتو بین‌المللی پژوهش‌های صلح استکهلم و همچنین ۹ اقتصاد از ۱۰ اقتصاد بزرگ از نظر درآمد ناخالص ملی اسمی و برابری قدرت خرید بررسی می‌شود.

## اصلاح وتو
آنتونیو گوترش دبیرکل سازمان ملل متحد: شورای امنیت کنونی ما با دنیای امروز مطابقت ندارد. من کشورهای عضو را تشویق کرده‌ام تا در این مورد گفتگوی جدی داشته باشند. من می‌خواهم این گفتگو را در مجمع عمومی سازمان ملل متحد ادامه دهم، اما اعضای دائمی موافق نیستند.

## مواضع کلی در مورد اصلاح شورای امنیت
در سال ۲۰۲۲، لیندا توماس-گرینفیلد، سفیر سازمان ملل متحد، متعهد شد که ایالات متحده برای اصلاح برجام تلاش خواهد کرد تا «واقعیت‌های کنونی جهانی را بهتر منعکس کند و دیدگاه‌های جغرافیایی متنوع‌تری را در خود جای دهد.»